# Brilliance BS2
Der Brilliance BS2 oder Brilliance FRV (Schrägheck) bzw. FSV (Stufenheck) ist ein Pkw-Modell der Kompaktklasse der chinesischen Marke Brilliance. In Europa wurde erstmals am 13. September 2007 ein seriennaher Prototyp auf der 62. IAA in Frankfurt am Main vorgestellt.

## Technik
Eine Neuentwicklung von Brilliance ist die Plattform, auf der der BS2 basiert. Die einzige bisher bekanntgegebene Motorisierung stellt ein 1,6-Liter-Ottomotor aus der Lizenzproduktion von Mitsubishi mit 79 kW (108 PS) bei einem Drehmoment von 138 Nm dar. Damit soll der rund 1,3 Tonnen schwere Wagen eine Höchstgeschwindigkeit von 180 km/h erreichen. Später kommt noch ein selbstentwickelter Common-Rail-Dieselmotor mit ebenfalls 1,6 Litern Hubraum hinzu. Beide Motoren sollen die Abgasnorm Euro-4 erfüllen und sind mit einem Fünfgang-Schaltgetriebe und einer Vierstufen-Automatik kombinierbar.

### Ausstattung
Die Serienausstattung des BS2 umfasst neben einer Servolenkung, Leichtmetallräder und einem Metalliclack auch Dinge, die in dieser Klasse oft Aufpreis kosten. Dazu gehört die Klimaautomatik, elektrische Fensterheber, eine Einparkhilfe, ein CD-Radio mit Lenkradtasten und ein elektrisch verstellbarer Fahrersitz. Front- und Seitenairbags, Scheibenbremsen mit ABS und Bremskraftverstärker sowie Gurtstraffer und eine elektronische Differentialsperre sollen für Sicherheit sorgen.

## Modellversionen in Ägypten
Als Brilliance Splendor FRV wird das Modell auch bei der ägyptischen Bavarian Auto Manufacturing Company, einem Unternehmen der deutschen Bayerische Motoren Werke AG, hergestellt. Der FRV wird nur in einer 1,6-Liter-Version hergestellt, der der Euro-III-Abgasnorm entspricht und eine Leistung von 74,2 kW besitzt.

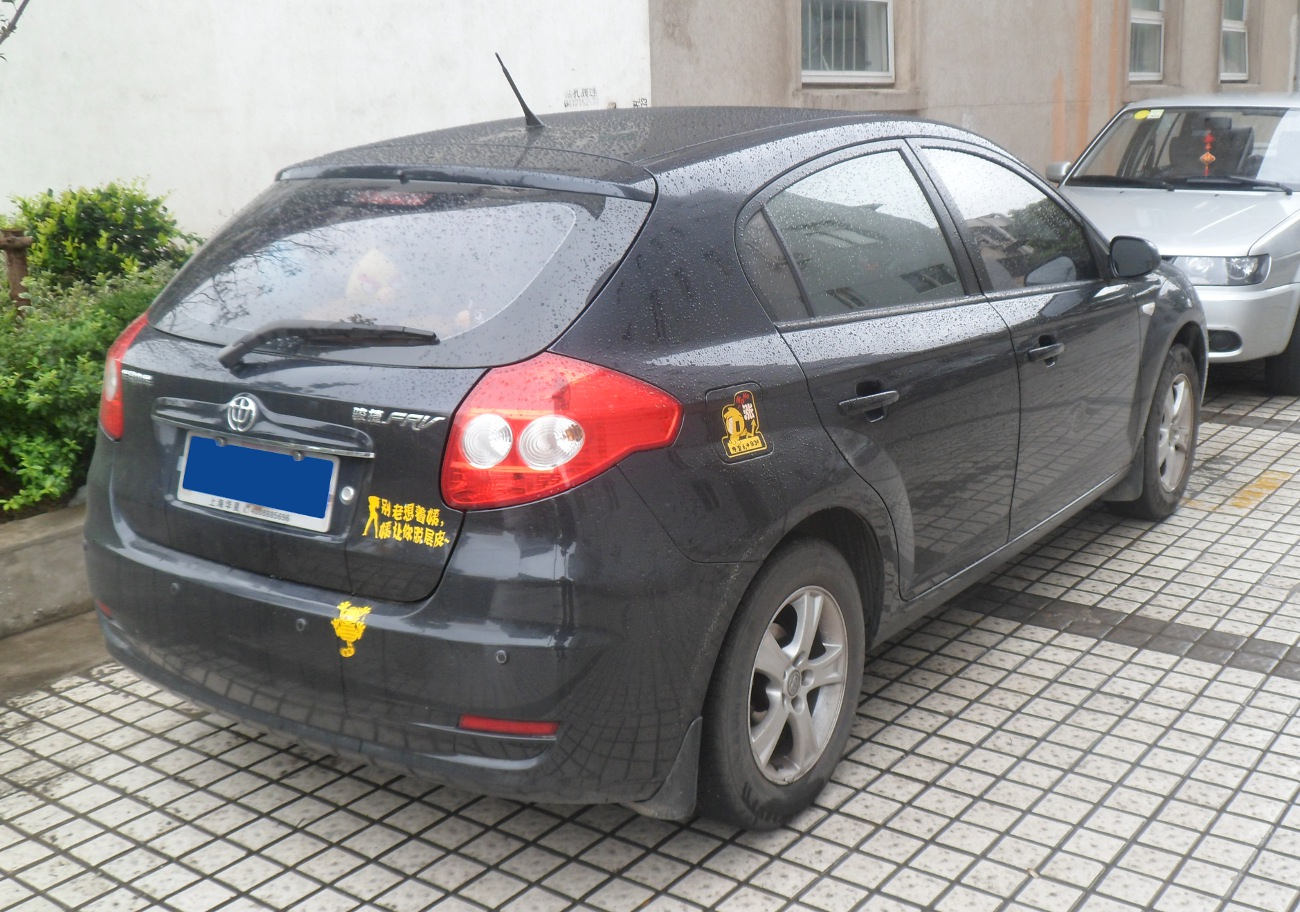
Heckansicht
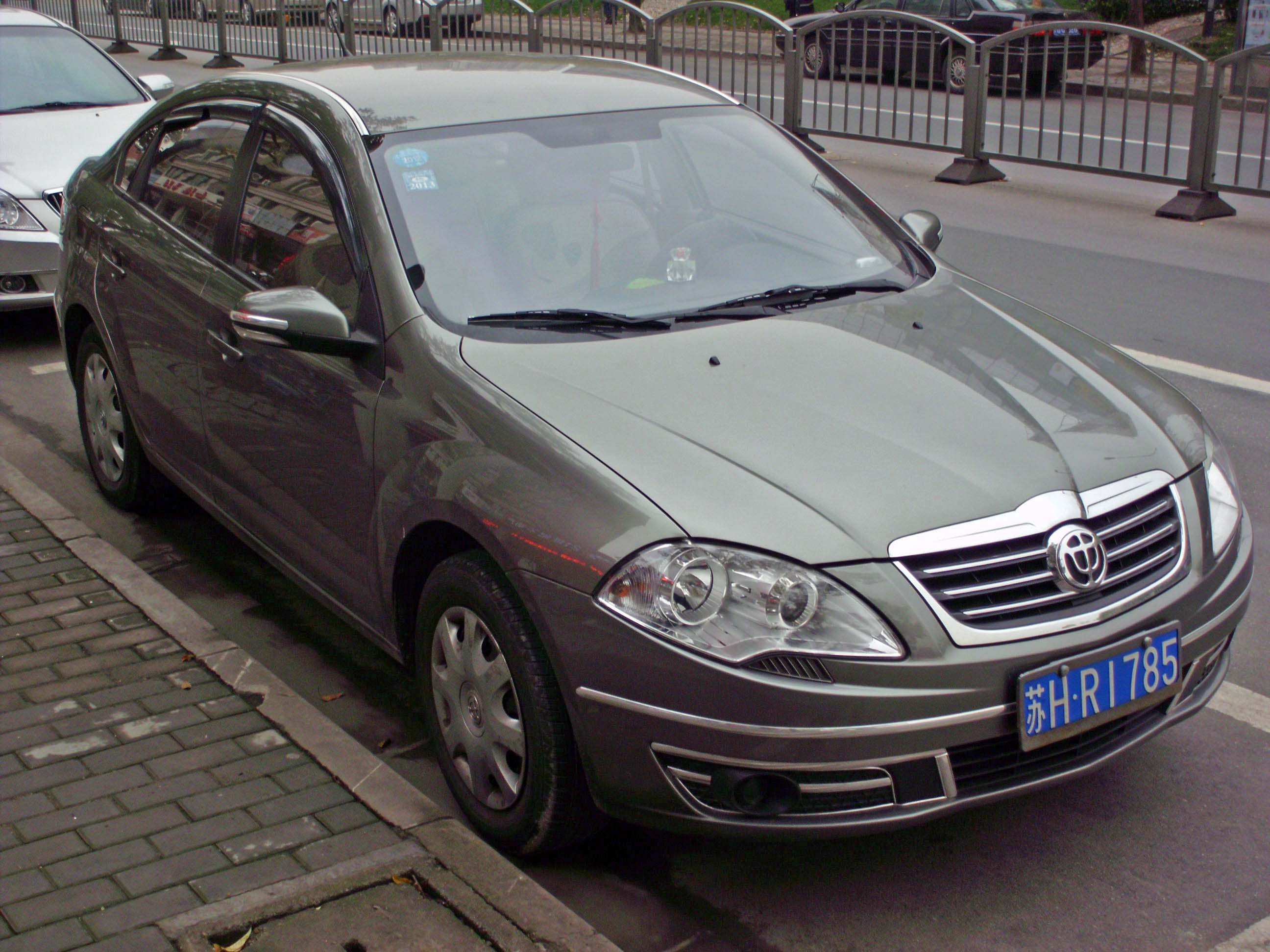
Frontansicht des FSV
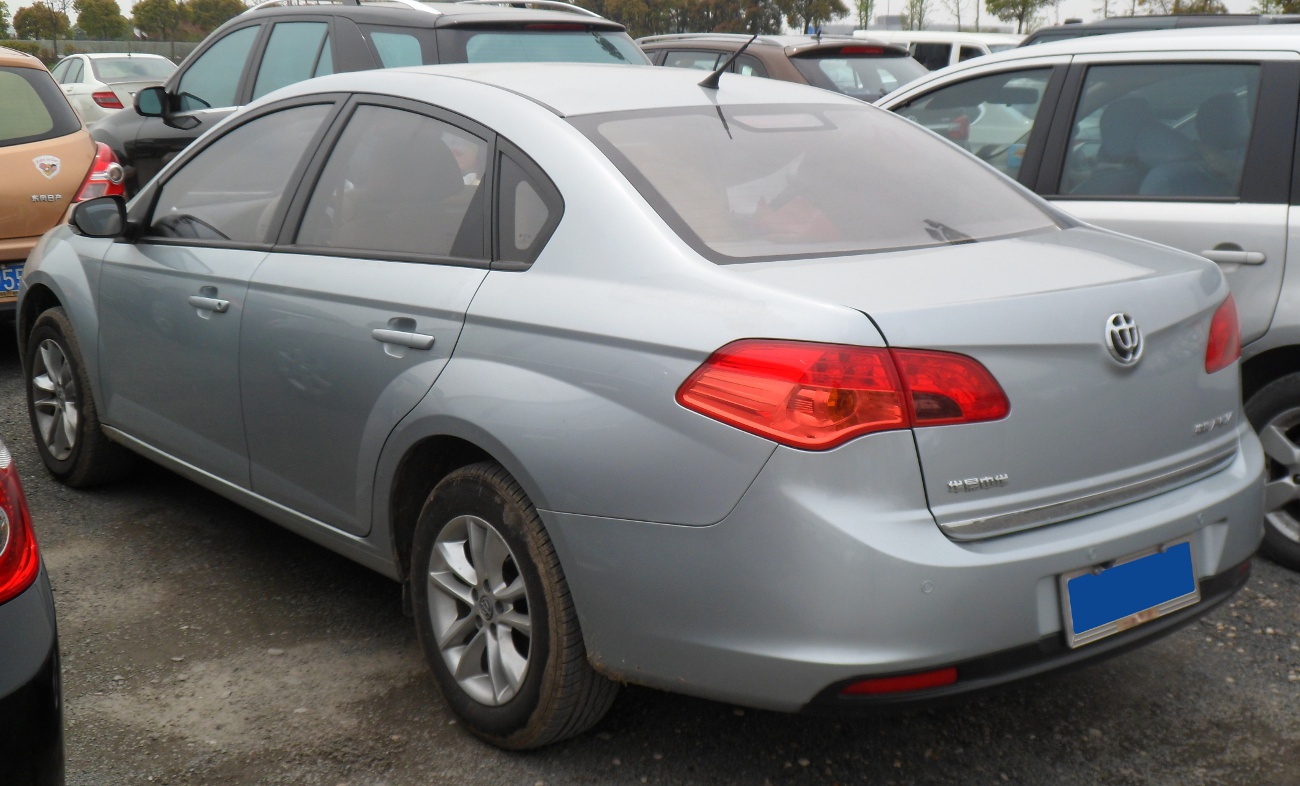
Heckansicht des FSV

Der FSV ist die mit drei verschiedenen Motorisierungen erhältliche Stufenheckvariante. Die beiden Einsteigermodelle 1.5 GL und 1.5 GLS werden von einem 1,5-Liter-DOHC-16V-Motor mit 75 kW angetrieben. Als Schaltung gibt es ein manuelles 5-Gang-Schaltgetriebe. Das Topmodell 1.6 GLS wird von einem 79 kW starken 1,6-Liter-SOHC-Aggregat angetrieben. Der Verbrauch auf 100 km wird mit 4,94 Litern angegeben. Als Getriebe setzt BMW bei dieser Version eine 8-Stufen-Steptronic ein.